# 学校法人村田学園
学校法人村田学園（がっこうほうじんむらたがくえん）は、東京都文京区に本部を置く学校法人。

## 設置校
- 広尾学園小石川中学校・高等学校

## 旧設置校
- 専門学校村田経営義塾（廃校）
- 東京経営短期大学（学校法人創志学園に移管）

## 沿革[1]
- 1909年 銀行会社事務員養成所設立
- 1921年 村田簿記学校に校名変更
- 1931年 村田女子計理学校（村田女子中学校・高等学校の前身）設立
- 1992年 東京経営短期大学開学